# Парламент Египта
Парламент Египта (араб. مجلس النواب‎) — двухпалатный законодательный орган, состоящий из верхней палаты (сената) и нижней палаты (палаты представителей), располагается в Каире, столице Арабской Республики Египет. В качестве законодательного органа Парламент принимает законы, утверждает общую политику государства, общие планы экономического и социального развития, общий бюджет государства, контролирует работу Правительства и имеет полномочия голосовать за отставку Президента Республики или сместить правительство и премьер-министра с помощью вотума недоверия.

## Современная ситуация
Согласно конституции Египта от 2014 года, принятой на референдуме 14 — 15 января 2014 года, Парламент состоит из одной палаты:
- Палата представителей — избирается сроком на пять лет. В её состав входят 596 депутатов — самое большое число за всю 150-летнюю парламентскую историю страны. 120 избираются по партийным спискам, 448 — независимые кандидаты, еще 28 человек назначает президент[1].

С 2020 года парламент вновь становится двухпалатным; верхняя палата, которая была упразднена в 2014 году, восстанавливается как Сенат, где заседает 180 парламентариев. Количество членов нижней палаты при этом уменьшается до 450.

## История
Первый парламент в Египте был созван в 1866 году, с тех пор он претерпел ряд изменений. За более 135 лет парламентской истории Египта Парламент избирался 32 раза. Количество представителей — от 75 до 458.  В 1957 году Равья Атея стала первой в истории женщиной-парламентарием в Египте и во всём арабском мире.
После революции в стране и смены власти парламент был распущен в июне 2012 года. 8 июля 2012 года президент Мохамед Мурси заявил, что он отменит указ, который распустил парламент, но затем он сам был смещен с поста военными. Выборы в парламент прошли с 17 октября по 2 декабря 2015 года. 
В соответствии с конституцией Египта от 2012 года, Парламент состоял из следующих двух законодательных палат:
- Народное собрание (Меджлис Аш-Шааб) — нижняя палата из 518 представителей (508 избираются по мажоритарной системе, 10 назначаются президентом; имеются квоты для рабочих и крестьян, а также для женщин), избираются на 5 лет. Председателем с 1990 по 2011 годы был Фатхи Сурур. Последние выборы состоялись 28 ноября (1-й тур) и 5 декабря 2010 года (2-й тур). Возглавлявшаяся президентом Хосни Мубараком Национально-демократическая партия получила по итогам выборов около 80 % мест. Крупнейшие оппозиционные движения — Братья-мусульмане (запрещена; активисты участвуют как независимые кандидаты) и Новый Вафд — бойкотировали второй тур выборов.
- Совет Шура (Меджлис Аш-Шура) — верхняя палата из 264 представителей, избираются на 6 лет.

Парламент созывался на сессию раз в девять месяцев каждый год — в особых обстоятельствах Президент Республики может созвать внеочередную сессию. Несмотря на рост полномочий Парламента с момента внесения поправок в Конституцию 1980 года, полномочия Парламента остаются недостаточными для эффективного баланса с полномочиями Президента страны.
Верхняя палата была упразднена в 2014 году.
7 марта 2018 года Парламент Египта проголосовал за законопроект, вводящий смертную казнь за хранение, изготовление и сбыт взрывчатки для совершения террористических актов.
После поправок, одобренных в 2019 году на конституционном референдуме парламент вновь становится двухпалатным, при этом верхняя палата восстанавливается как Сенат, в который входят 120 избранных членов и 60 — назначенных президентом. Изменения в Статье № 102 уменьшают число членов нижней палаты с 596 до 450, при этом как минимум 112 мест резервировалось для женщин. Выборы в новый парламент прошли в конце 2020 года.